# 23753 Busdicker
23753 Busdicker este un asteroid din centura principală de asteroizi.

## Descriere
23753 Busdicker este un asteroid din centura principală de asteroizi. A fost descoperit pe 22 mai 1998 la Socorro, New Mexico, în cadrul proiectului LINEAR. Asteroidul prezintă o orbită caracterizată de o semiaxă mare de 2,22 ua, o excentricitate de 0,09 și o înclinație de 3,6° în raport cu ecliptica.